# Grande Prêmio da Europa de 1984
Resultados do Grande Prêmio da Europa de Fórmula 1 realizado em Nürburgring em 7 de outubro de 1984. Décima quinta etapa do campeonato, foi vencido pelo francês Alain Prost, da McLaren-TAG/Porsche, com Michele Alboreto em segundo pela Ferrari e Nelson Piquet em terceiro na Brabham-BMW.

## Resumo
- Último ponto de Riccardo Patrese pela Alfa Romeo, Último ponto da escuderia até parar de correr na Fórmula 1 entre 1985 e 2019, quando Kimi Räikkönen chegou em 8º lugar no Grande Prêmio da Austrália.

## Classificação

### Treinos oficiais
| Pos.    | Nº | Piloto             | Construtor          | Q1       | Q2       | Diferença |
| ------- | -- | ------------------ | ------------------- | -------- | -------- | --------- |
| 1       | 1  | Nelson Piquet      | Brabham-BMW         | 1:18.871 | 1:43.988 | —         |
| 2       | 7  | Alain Prost        | McLaren-TAG/Porsche | 1:19.175 | 1:40.693 | + 0.304   |
| 3       | 15 | Patrick Tambay     | Renault             | 1:19.499 | s/ tempo | + 0.628   |
| 4       | 6  | Keke Rosberg       | Williams-Honda      | 1:20.652 | 1:43.619 | + 1.781   |
| 5       | 27 | Michele Alboreto   | Ferrari             | 1:20.910 | 1:41.878 | + 2.039   |
| 6       | 28 | René Arnoux        | Ferrari             | 1:21.180 | 1:42.457 | + 2.309   |
| 7       | 16 | Derek Warwick      | Renault             | 1:21.571 | 1:44.289 | + 2.700   |
| 8       | 12 | Nigel Mansell      | Lotus-Renault       | 1:21.710 | 1:40.705 | + 2.839   |
| 9       | 22 | Riccardo Patrese   | Alfa Romeo          | 1:21.937 | 1:41.724 | + 3.066   |
| 10      | 2  | Teo Fabi           | Brabham-BMW         | 1:22.206 | 1:45.075 | + 3.335   |
| 11      | 18 | Thierry Boutsen    | Arrows-BMW          | 1:22.248 | 1:44.642 | + 3.377   |
| 12      | 19 | Ayrton Senna       | Toleman-Hart        | 1:22.439 | 1:43.747 | + 3.568   |
| 13      | 23 | Eddie Cheever      | Alfa Romeo          | 1:22.525 | 1:41.285 | + 3.654   |
| 14      | 5  | Jacques Laffite    | Williams-Honda      | 1:22.613 | s/ tempo | + 3.742   |
| 15      | 8  | Niki Lauda         | McLaren-TAG/Porsche | 1:22.643 | 1:40.392 | + 3.772   |
| 16      | 17 | Marc Surer         | Arrows-BMW          | 1:22.708 | 1:45.319 | + 3.837   |
| 17      | 26 | Andrea de Cesaris  | Ligier-Renault      | 1:23.034 | 1:42.362 | + 4.163   |
| 18      | 31 | Gerhard Berger     | ATS-BMW             | 1:23.116 | 1:44.899 | + 4.245   |
| 19      | 25 | François Hesnault  | Ligier-Renault      | 1:23.322 | 1:44.420 | + 4.451   |
| 20      | 24 | Piercarlo Ghinzani | Osella-Alfa Romeo   | 1:24.699 | 1:42.746 | + 5.828   |
| 21      | 10 | Jonathan Palmer    | RAM-Hart            | 1:25.050 | 1:51.449 | + 6.179   |
| 22      | 30 | Jo Gartner         | Osella-Alfa Romeo   | 1:26.156 | 1:48.214 | + 7.285   |
| 23      | 11 | Elio de Angelis    | Lotus-Renault       | 1:26.161 | 1:39.762 | + 7.290   |
| 24      | 21 | Mauro Baldi        | Spirit-Hart         | 1:28.137 | 1:45.814 | + 9.266   |
| 25      | 9  | Philippe Alliot    | RAM-Hart            | 1:30.259 | 1:53.587 | + 11.388  |
| 26      | 20 | Stefan Johansson   | Toleman-Hart        | 1:41.178 | 1:43.881 | + 22.307  |
| Fontes: |    |                    |                     |          |          |           |

### Corrida
| Pos.    | Nº | Piloto             | Construtor          | Voltas | Tempo/Diferença        | Grid | Pontos |
| ------- | -- | ------------------ | ------------------- | ------ | ---------------------- | ---- | ------ |
| 1       | 7  | Alain Prost        | McLaren-TAG/Porsche | 67     | 1:35:13.284            | 2    | 9      |
| 2       | 27 | Michele Alboreto   | Ferrari             | 67     | + 23.911               | 5    | 6      |
| 3       | 1  | Nelson Piquet      | Brabham-BMW         | 67     | + 24.922               | 1    | 4      |
| 4       | 8  | Niki Lauda         | McLaren-TAG/Porsche | 67     | + 43.086               | 15   | 3      |
| 5       | 28 | René Arnoux        | Ferrari             | 67     | + 1:01.430             | 6    | 2      |
| 6       | 22 | Riccardo Patrese   | Alfa Romeo          | 66     | + 1 volta              | 9    | 1      |
| 7       | 26 | Andrea de Cesaris  | Ligier-Renault      | 65     | + 2 voltas             | 17   |        |
| 8       | 21 | Mauro Baldi        | Spirit-Hart         | 65     | + 2 voltas             | 24   |        |
| 9       | 18 | Thierry Boutsen    | Arrows-BMW          | 64     | Ignição                | 11   |        |
| 10      | 25 | François Hesnault  | Ligier-Renault      | 64     | + 3 voltas             | 19   |        |
| 11      | 16 | Derek Warwick      | Renault             | 61     | Aquecimento            | 7    |        |
| Ret     | 30 | Jo Gartner         | Osella-Alfa Romeo   | 60     | Sistema de combustível | 22   |        |
| Ret     | 2  | Teo Fabi           | Brabham-BMW         | 57     | Câmbio                 | 10   |        |
| Ret     | 12 | Nigel Mansell      | Lotus-Renault       | 51     | Motor                  | 8    |        |
| Ret     | 15 | Patrick Tambay     | Renault             | 47     | Sistema de combustível | 3    |        |
| Ret     | 23 | Eddie Cheever      | Alfa Romeo          | 37     | Sistema de combustível | 13   |        |
| Ret     | 9  | Philippe Alliot    | RAM-Hart            | 37     | Turbo                  | 25   |        |
| Ret     | 10 | Jonathan Palmer    | RAM-Hart            | 35     | Turbo                  | 21   |        |
| Ret     | 5  | Jacques Laffite    | Williams-Honda      | 27     | Motor                  | 14   |        |
| Ret     | 11 | Elio de Angelis    | Lotus-Renault       | 25     | Turbo                  | 23   |        |
| Ret     | 20 | Stefan Johansson   | Toleman-Hart        | 17     | Aquecimento            | 26   |        |
| Ret     | 6  | Keke Rosberg       | Williams-Honda      | 0      | Colisão                | 4    |        |
| Ret     | 19 | Ayrton Senna       | Toleman-Hart        | 0      | Colisão                | 12   |        |
| Ret     | 17 | Marc Surer         | Arrows-BMW          | 0      | Colisão                | 16   |        |
| Ret     | 31 | Gerhard Berger     | ATS-BMW             | 0      | Colisão                | 18   |        |
| Ret     | 24 | Piercarlo Ghinzani | Osella-Alfa Romeo   | 0      | Colisão                | 20   |        |
| Fontes: |    |                    |                     |        |                        |      |        |

## Tabela do campeonato após a corrida
| Pos.    | Piloto           | Pontos |
| ------- | ---------------- | ------ |
| 1       | Niki Lauda       | 66     |
| 2       | Alain Prost      | 62,5   |
| 3       | Elio de Angelis  | 32     |
| 4       | Nelson Piquet    | 28     |
| 5       | Michele Alboreto | 27,5   |
| Fontes: |                  |        |

| Pos.    | Construtor          | Pontos |
| ------- | ------------------- | ------ |
| 1       | McLaren-TAG/Porsche | 128,5  |
| 2       | Ferrari             | 54,5   |
| 3       | Lotus-Renault       | 42,5   |
| 4       | Brabham-BMW         | 37     |
| 5       | Renault             | 34     |
| Fontes: |                     |        |

- Nota: Somente as primeiras cinco posições estão listadas e a campeã mundial de construtores surge grafada em negrito. Entre 1981 e 1990 cada piloto podia computar onze resultados válidos por temporada não havendo descartes no mundial de construtores.